# Svájc zászlaja
Svájc zászlaja a világon használt két négyzet alakú lobogó egyike. A másikat a Vatikán használja. A konföderáció ugyan a legkorábban létrejött független államok közé tartozik, jelenlegi lobogója mégis igen rövid múlttal rendelkezik. A zászló 1889-ben kapta mai formáját, és az alapvető motívumai is legkorábban a 14. században körvonalazódhattak. A svájci lobogó piros háttér előtt egy egybevágó téglalapokból álló fehér keresztet formáz. A kereszt arányait pontosan rögzíti az ország alkotmánya. Ezek szerint a kereszt középpontja pontosan a négyzet átlóinak metszéspontjában van, és a karok hossza a szélességük héthatoda. A négyzet alakot a svájci felségjelzésű hajókon a megszokott 2:3 arányú lobogó váltja fel.

## Története
A svájci lobogó története egy népszerű legenda szerint egészen a Római Birodalom idejéig nyúlik vissza. Eszerint a vörös mezőben lévő fehér kereszt valamikor a Thébai Légió jelvénye volt. A légiót Szent Móric vezette, és kizárólag keresztényekből állt. A császár 302-ben kivégeztette Móricot és egész légióját, mivel azok megtagadták az engedelmet az uralkodó keresztényüldözési parancsa hallatán. Pár évvel halála után Móricot szentté avatták, és utólag nemesi ranggal tisztelték meg. Móric nemesi címerén egy fehér kereszt szerepelt vörös háttérrel.
A legendák mellett azonban sokkal valószínűbb, hogy a mai zászló kialakulására a Német-római Birodalom jelvényei hatottak. A Szent Birodalomban háromféle birodalmi jelkép volt. Egyrészt a sárga mezőben szárnyait széttáró fekete sas a császár jelképe volt. Az uralkodó ezzel jelezte, hogy a római császárok közvetlen leszármazottja. Ezek a motívumok több kanton zászlajában is megjelennek. A birodalom lobogója egy vörös mezőben fekvő hosszított fehér kereszt volt. Ez jelezte, hogy a császár a kereszténység védelmezője is. És volt egy harmadik zászló is, amelyet gyakran neveztek Blutbann-nak, hiszen teljesen vörös volt. Az egyszínű lobogó az uralkodó hatalmát szimbolizálta élet és halál felett. Eredetileg a császár igazságszolgáltatásának jelképe volt, de ezt a zászlót kapták az autonómiát kiharcoló városállamok is. A néha fehér kereszttel ellátott lobogó ezért a szabadság és függetlenség jelképévé is vált. Ezen sémákat a svájci kantonok nagy része felvette saját jelképei közé.
Népszerű tévedés, hogy a svájci lobogó Schwyz kanton zászlajából ered, ugyanis az államszövetség már használta a fehér keresztes címert, amikor Schwyz a zászlajára tette a jelképet. Többen Zürich befolyására gyanakodnak, hiszen a város igen nagy befolyással rendelkezett a konföderációban, és 1273-ban a város megkapta a császártól a fent említett fehér keresztes lobogót az autonómia elismeréseként. Mindez azonban nem bizonyítja, hogy Zürich kanton hatására alakult volna ki a mai lobogó.

Schwyz kanton lobogója

A svájci jelkép kialakulásában jelentős szerepet játszottak a teljes függetlenségért vívott háborúk. Ezek során ugyanis a saját felségjelük alatt vonuló kantonok ráébredtek, hogy szükség van egy egységes jelre, zászlóra. 1339-ben a laupeni csatában már megjelent a vörös hátterű fehér kereszt, amelyet 1540-ig szinte a mai formájában használtak. De a vesztfáliai béke után, amely garantálta a kantonok függetlenségét, többszáz éves béke köszöntött Svájcra. Ennek köszönhetően a közös szimbólumok szinte elfelejtődtek. Az 1798-as francia támadás után a franciák seregeiben harcoló svájciak újra jelképükké tették a vörös hátterű fehér keresztet. De a kereszt különböző motívumokkal volt dekorálva, és néha a felismerhetetlenségig be volt aranyozva és rajzolva. Ráadásul Napóleon uralkodása alatt a svájci seregek gyakran Tell Vilmos jelképei alatt vonultak.
Miután Napóleon vereséget szenvedett, és 1815-ben helyreállt a svájci állam, újra megalkották az egységes lobogót, amely már igen hasonlított mai formájához. 1817-ben Henri-Guillaume Dufour tábornok törvénybe akarta foglaltatni az egységes lobogót, mivel az jelentős előnyt nyújt háborúban. A fiatal kantonok elfogadták a javaslatot, de a nagy hagyományokkal rendelkező alapító kantonok nem akarták lecserélni régi hadi lobogóikat. Végül az 1848-ban rögzített svájci alkotmányba belefoglalták a konföderáció új, Dufour által javasolt lobogóját. Ezek szerint a kantonok egységesen olyan lobogót használtak, amelynek vörös mezejében öt egyenlő fehér négyzetből kirakott kereszt található. Ekkor vált a laza államszövetség egységes állammá.
Évek múlva azonban a sajtó kikezdte a lobogót. Többen csúnyának találták a nemzeti zászlót. Ezért 1889-ben a Szövetségi Tanács úgy határozott, hogy a kereszt arányait megváltoztatják. Ez volt az utolsó változtatás a svájci lobogón, és azóta változatlanul a Svájci Konföderáció nemzeti jelképe.

## Külső hivatkozások
- Svájc zászlaja a Világ zászlói (Flags of the World) weboldalon